# 宮川智志
宮川 智志（みやかわ さとし、男性、1985年11月25日 - ）は、日本のインテリアデザイナー、建築士、経営者。

## 経歴
石川県能美市出身。設計事務所、デザイン事務所勤務を経て、2011年に独立。国内外でインテリアデザイン作品の受賞多数（後述）。2016年株式会社セイタロウデザイン金沢を設立。2021年に合同会社ヤボを設立し、地方創生活動も行っている。2011年よりIIDA Japan Chapter, Professional member。C-IDEA Design Award 審査員(2023年)。

## 主な受賞歴
2016年
- 石川県デザイン展 商工会議所連合会会頭賞

2017年
- いしかわインテリアデザイン賞 大賞

2018年
- JCD DESIGN AWARD BEST100
- DSA 日本空間デザイン賞

2019年
- いしかわインテリアデザイン賞 石川県建築士事務所協会会長賞

2021年
- IDA DESIGN AWARDS 2021

2022年
- Red Dot Design Award Brands & Communication Design 2022
- C-IDEA Design Award 2021 GOLD

2023年
- PARIS DESIGN AWARDS 2023 WINNER
- BUILT DESIGN AWARDS 2023 WINNER

2024年
- German DESIGN AWARDS 2024 WINNER
- DESIGN EDUCATES AWARDS 2024 WINNER

## 出演
ラジオ
- ソラトニワ銀座「銀座四次元ポケット」メインパーソナリティー（2012年12月 - 2015年4月）
- ソラトニワ銀座「宮川智志のTasting Radio」メインパーソナリティー（2015年5月 -2016年3月 ）